# Beatty-Folge
Eine Beatty-Folge ist die Folge natürlicher Zahlen, die aus den Abrundungen der positiven Vielfachen einer positiven irrationalen Zahl entstehen. Die Beatty-Folgen sind nach Samuel Beatty benannt, der 1926 über sie geschrieben hat.
Der nach Baron Rayleigh benannte Satz von Rayleigh besagt, dass das Komplement einer Beatty-Folge, der aus den natürlichen Zahlen besteht, die in jener Folge nicht vorkommen, selbst eine Beatty-Folge ist, die von einer anderen irrationalen Zahl erzeugt wird.
Beatty-Folgen können auch dienen, um Sturmsche Wörter zu erzeugen.
Als Spezialfall nennt man die Beatty-Folge zum goldenen Schnitt {\displaystyle {\mathcal {B}}_{\Phi }} bzw. ihr Komplement obere bzw. untere Wijthoff-Folge.

## Definition
Eine beliebige irrationale Zahl {\displaystyle r>1} erzeugt die streng monoton steigende Beatty-Folge
{\displaystyle {\mathcal {B}}_{r}={\bigl (}\lfloor r\rfloor ,\lfloor 2r\rfloor ,\lfloor 3r\rfloor ,\ldots {\bigr )}}
Definiert man {\displaystyle s:=r/(r-1)}, gilt die Gleichung {\displaystyle 1/r+1/s=1}. Die zwei davon erzeugten Beatty-Folgen {\displaystyle {\mathcal {B}}_{r}} und {\displaystyle {\mathcal {B}}_{s}} stellen ein Paar komplementärer Beatty-Folgen. Das heißt, dass jede positive ganze Zahl Element genau einer dieser beiden Folgen ist.

## Beispiele
Sei {\displaystyle r} der Goldene Schnitt {\displaystyle r=(1+{\sqrt {5}})/2\approx 1.618}, dann wird die komplementäre Beatty-Folge von {\displaystyle s=r+1=(3+{\sqrt {5}})/2\approx 2.618} erzeugt. In diesem Fall ist {\displaystyle (\lfloor nr\rfloor )}, die als die untere Wijthoff-Folge bekannt ist,
| 1, | 3, | 4, | 6, | 8, | 9, | 11, | 12, | 14, | 16,... |

und die komplementäre Folge {\displaystyle (\lfloor ns\rfloor )}, die als die obere Wijthoff-Folge bekannt ist,
| 2, | 5, | 7, | 10, | 13, | 15, | 18, | 20, | 23, | 26,... |

## Geschichte
Die Beatty-Folgen haben ihren Namen von der Aufgabe erhalten, die 1926 von Samuel Beatty in The American Mathematical Monthly veröffentlicht wurde. Es ist wahrscheinlich eine der meistzitierten Aufgaben, die im Monthly veröffentlicht wurde. Solche Folgen wurden jedoch knapp von Baron Rayleigh in der zweiten Auflage von seinem Buch The Theory of Sound erwähnt.